# Hakea megalosperma
Hakea megalosperma är en tvåhjärtbladig växtart som beskrevs av Meissn.. Hakea megalosperma ingår i släktet Hakea och familjen Proteaceae. Inga underarter finns listade i Catalogue of Life.